# Bangkok Hilton
Bangkok Hilton is een Australische miniserie uit 1989 die 4,5 uur duurt met in de hoofdrol Nicole Kidman.

## Verhaal
De miniserie gaat over Katrina Stanton, een meisje dat in Guardbridge (een landgoed in Australië) opgroeit met alleen haar moeder. Ze is erg nerveus en heeft last van astma. Haar moeder is Catherine Faulkner, een vrouw uit een rijk gezin met strenge ouders.
Haar vader is Harold Stanton, hij zat in de oorlog in een jappenkamp in Bangkok (Thailand), waar hij een schandaal heeft begaan. Acht mannen van zijn leger (het Britse leger) wilden vluchten uit het kamp via een tunnel. Voor elke ontsnapte krijgsgevangene schoten de Japanners er twee dood, Harold wilde daarom zijn leger beschermen en verraadde het vluchtplan aan de Japanners. De acht Britten die wilden vluchten werden onthoofd. De volgende dag was de oorlog over, de Japanners waren verdwenen. Daarom heeft Harold tot op de dag van vandaag spijt van zijn verraad. Hij kreeg oneervol ontslag en volgde zijn leven verder onder valse namen. Zijn eigen vader en broer wilden hem nooit meer zien.
Harold en Catherine ontmoeten elkaar als Harold werkzaam is als advocaat in Australië, onder de naam Graeme Greene, dit speelt zich ergens half jaren 60 af. Ze zijn zeer gelukkig samen, houden veel van elkaar. Op kerstavond slapen ze eenmalig met elkaar, de volgende dag staat in alle kranten dat de vader van Harold is overleden, hij zat in hetzelfde leger als Harold en in de kranten staan foto's van Harold. Het komt uit dat Graeme Greene niet zijn echte naam is, en dat hij een schandaal heeft begaan in de oorlog. Catherine mag hem niet meer zien van haar moeder, en moet alle herinneringen aan hem naar hem terugsturen.
Het verhaal gaat verder ergens half jaren 80, Catherine heeft inmiddels een dochter van 20 jaar oud. Het is de dochter van Harold, alleen weet hij dit niet. Ze hebben elkaar nooit meer gezien na kerstavond. Dochter Katrina heeft altijd thuis bij haar moeder gewoond, ze weet weinig af van de echte wereld. Wanneer haar moeder overlijdt aan kanker komt Katrina er middels de dagboeken van haar moeder achter dat haar vader nog leeft, eerder was haar altijd verteld dat hij was overleden. Ze gaat op zoek naar hem.
Katrina reist af naar Londen (Engeland) en ontmoet daar haar oom James Stanton, de broer van haar vader. Hij wil in eerste instantie niets met haar te maken hebben, omdat hij nog steeds boos is op zijn broer vanwege de oorlog. Ze probeert haar vliegreis terug naar huis te vervroegen maar dat gaat helaas niet. Op het reisbureau zit een man die zijn ticket naar Australië wil annuleren, hij biedt haar zijn ticket aan om te helpen. De man heet Arkie Ragan, hij is erg charmant en Katrina wordt verliefd op hem. Later biedt haar oom James zijn excuses aan en vertelt Katrina dat advocatenkantoor Carlisle & Carlisle in Bangkok (Thailand) haar vader financieel steunt. Zij weten wellicht waar hij zich bevindt. Arkie biedt Katrina aan om samen naar Goa (India) te gaan, Arkie geeft Katrina voor de gelegenheid een koffer met daarin een Nikon camera. Ze besluit met hem mee te gaan.
In Goa haalt Arkie heroïne op, hij stopt dit in de dubbele bodem van Katrina's nieuwe koffer. Zijn bedoeling blijkt om meisjes te strikken en mee naar India te nemen, om vervolgens zonder dat ze het weten drugs voor hem te smokkelen naar Australië. Katrina besluit plotseling dat ze een stop wil maken in Bangkok, om daar haar vader te zoeken. Arkie schrikt ervan, het is niet de bedoeling dat de drugs eerst in Thailand terechtkomen. Toch reizen ze af naar Bangkok, ze gaat op bezoek bij Richard Carlisle, de advocaat van haar vader, maar helaas blijkt dat haar vader geen zin heeft om in contact met haar te komen. Ze geeft het dagboek van haar moeder aan Richard, om haar vader te overtuigen.
Katrina en Arkie staan op het punt om naar Australië te vliegen, als de heroïne in Katrina's koffer ontdekt wordt op de luchthaven van Bangkok (door drugshonden). Ze wordt direct opgepakt en Arkie negeert haar als ze hem naroept om hulp. Katrina is erg nerveus, ze weet immers nergens van. Er wordt haar verteld dat op het smokkelen van 2,4 kilogram heroïne de doodstraf staat. Ze komt terecht in een politiecel, er lopen kakkerlakken rond en ze zit met meerdere vrouwen in een cel. Ze vraagt Richard Carlisle om haar advocaat te zijn, hij is er nog niet zeker van omdat hij normaal geen strafrecht doet. Hij vertelt het verhaal aan Harold, die besluit zijn dochter toch te helpen en Richard overhaalt om haar samen te verdedigen als advocaten. Hij vertelt haar alleen niet dat hij haar vader is, hij wil haar niet teleurstellen met zijn alcoholisme.
Katrina komt uiteindelijk terecht in de fictieve gevangenis Lum Jau (in werkelijkheid heet de gevangenis Klong Prem en de vrouwenafdeling wordt Lard Yao genoemd, wat het meest lijkt op Lum Jau). Ze komt terecht in een cel voor farang (het woord voor  blanke buitenlanders in het Thai) waar op de buitenkant de naam Bangkok Hilton is geschilderd, de gevangenisbewaarders noemen het liever 'Farang Heaven'. Ze ontmoet in haar cel een aantal vrouwen die constant bidden, zij zijn boeddhist geworden in de gevangenis. Ook ontmoet ze Mandy Engels, een meisje dat samen met haar gehandicapte broertje 7 kilogram heroïne wilde smokkelen. Ze gelooft niet in een god en gebruikt in de gevangenis heroïne. Ze probeert geld te verdienen om haar broertje in het mannenverblijf te onderhouden.
Richard en Harold (nu onder de naam Bill Worthington) gaan zo vaak als mogelijk op bezoek bij Katrina en nemen dan etenswaren en geld voor haar mee. Ze proberen haar aan te moedigen om schuld te bekennen. Als je in Thailand schuld bekent dan wordt er namelijk gezegd dat je de drugs bij je droeg voor eigen gebruik, wanneer je schuld ontkent word je aangeklaagd voor smokkel. Op eigen gebruik staat levenslang, maar op smokkel staat de doodstraf. Katrina wil geen schuld bekennen. Harold heeft nare ervaringen met Lum Jau, hij heeft er namelijk als krijgsgevangene gezeten in de oorlog. Dit was de plek waar hij zijn eigen mannen verraadde toen zij door de tunnel wilden vluchten.
Harold gaat in de tussentijd op zoek naar Arkie Ragan maar hij is onvindbaar, Arkie Ragan is namelijk niet zijn echte naam. Harold gebruikt zelf ook valse namen, dus hij weet met wie hij te maken heeft. Toch lukt het hem niet op Arkie te vinden. Hij gaat zelfs op bezoek bij zijn broer James, met wie hij weer vrede sluit. Ook James kan hem niet helpen, zijn dochter Sarah echter wel. Sarah heeft nog met Katrina gewinkeld toen zij in Londen was. Sarah weet zeker dat Katrina vertelde dat Arkie twee vliegtickets wilde annuleren. Harold komt hierdoor uit bij een vrouw met wie Arkie eerst naar Goa zou reizen, zij is in het bezit van dezelfde koffer als die Katrina kreeg. Omdat ze haar been brak kon ze niet mee, het heeft haar leven gered. Uiteindelijk vindt Harold de echte naam van Arkie, met dank aan een postbode. Zijn echte naam is Mr Rogers, hij ziet hem net op het nippertje op de luchthaven van Goa, maar de douane laat hem niet door omdat hij niet van de politie is. De zoektocht is weer mislukt.
In de gevangenis is alles te koop, met geld koop je de bewaarders om. Mandy neemt Katrina op een vroege ochtend mee op safari, ze kopen de bewaarster van hun cel (bekend als Miss Thailand, echte naam Geng) om voor de sleutel van het hek. Katrina ontmoet Mandy's broertje Billy, hij kan niet praten en begrijpt niet wat er om hem heen gebeurt. Mandy is intiem met een celgenoot van Billy, zodat hij de zorg van Billy op zich neemt. Billy heeft maar één wens, op een cruiseschip varen. Mandy en Katrina worden vriendinnen, helaas loopt Mandy kans om snel de doodstraf te krijgen. Ze hoop dat de koning van Thailand haar nog kan redden. Uiteindelijk krijgen zowel Mandy als haar broertje Billy de doodstraf, ze worden doodgeschoten door middel van machinegeweren. Mandy schrijft Katrina nog een briefje met de tekst 'Dear Kat, the king sux', Billy maakt een tekening voor Katrina van een cruiseschip. Katrina draait door als ze de briefjes krijgt, ze vindt het heel erg voor Mandy, maar vooral voor Billy.
Katrina krijgt ook de doodstraf opgelegd, er is voor haar geen weg meer terug. Ze besluit samen met Richard en Harold dat ze gaat vluchten uit de gevangenis. Harold weet als geen ander hoe de vluchttunnel in elkaar zit, hij weet zeker dat deze nog steeds bestaat. Hij maakt een vluchtplan voor Katrina. Ze besluit het te doen, maar helaas mislukt de eerste keer. De tweede keer lukt het plan, ze verwondt haar hand maar vecht door. Uiteindelijk gaat Harold de tunnel in omdat het zo lang duurt, hij krijgt flashbacks van de oorlog, maar houdt vol. Als hij Katrina ziet aankomen vliegen ze elkaar in de armen. Het is haar gelukt om uit Lum Jau te vluchten!
Katrina krijgt een vals paspoort, het paspoort van de zus van Richard. Harold brengt haar naar de luchthaven, waar ze worden ondervraagd door de douane (het is dezelfde man die erbij was toen Katrina werd opgepakt). Hij vraagt uiteindelijk wie Harold is, Harold slikt even en zegt dan 'Her father...' Katrina barst bijna in huilen uit, ze weet eindelijk dat Harold haar vader is. Na zoveel meegemaakt te hebben heeft ze hem toch gevonden. Ze geeft hem een medaillon met een foto van haar moeder en rent dan snel naar haar vliegtuig toe die op het punt staat om te vertrekken. De man van de douane zegt dat Katrina een leuk meisje is, en Harold antwoord daarop dat ze de fijnste is.
Harold neemt afscheid van Richard, het is een moeilijk afscheid na zoveel meegemaakt te hebben samen in Bangkok. Hij reist naar Goa, waar hij samen met Katrina in een hotel verblijft. Arkie zit ook in dit hotel, ditmaal met weer een andere dame. Katrina en Harold waarschuwen de dame, waarop deze vervolgens de politie belt om Arkie op te pakken. Wanneer Arkie wordt meegenomen door de politie, zit Katrina op het terras van het hotel te kijken. Als hij langs haar loopt zet ze haar zonnebril af en kijkt hem verbitterd in de ogen, eindelijk is de juiste persoon gepakt! De film eindigt met beelden van Katrina en Harold, die hand in hand over het strand lopen, elkaar eindelijk echt gevonden hebben en gelukkig zijn...

## Rolverdeling
| Acteur          | Personage            |
| --------------- | -------------------- |
| Nicole Kidman   | Katrina Stanton      |
| Denholm Elliott | Hal Stanton          |
| Hugo Weaving    | Richard Carlisle     |
| Noah Taylor     | Billy Engels         |
| Joy Smithers    | Mandy Engels         |
| Jerome Ehlers   | Arkie Ragan          |
| Norman Kaye     | George McNair        |
| Judy Morris     | Catherine Faulkner   |
| Gerda Nicolson  | Lady Faulkner        |
| Pauline Chan    | Geng (Miss Thailand) |
| Lewis Fiander   | James Stanton        |
| Lucy Bayler     | Sarah Stanton        |

## Extra informatie
De naam Bangkok Hilton verwijst ook naar de beruchte Klong Prem- en Bangkwang-gevangenissen in Bangkok.